# 抗議

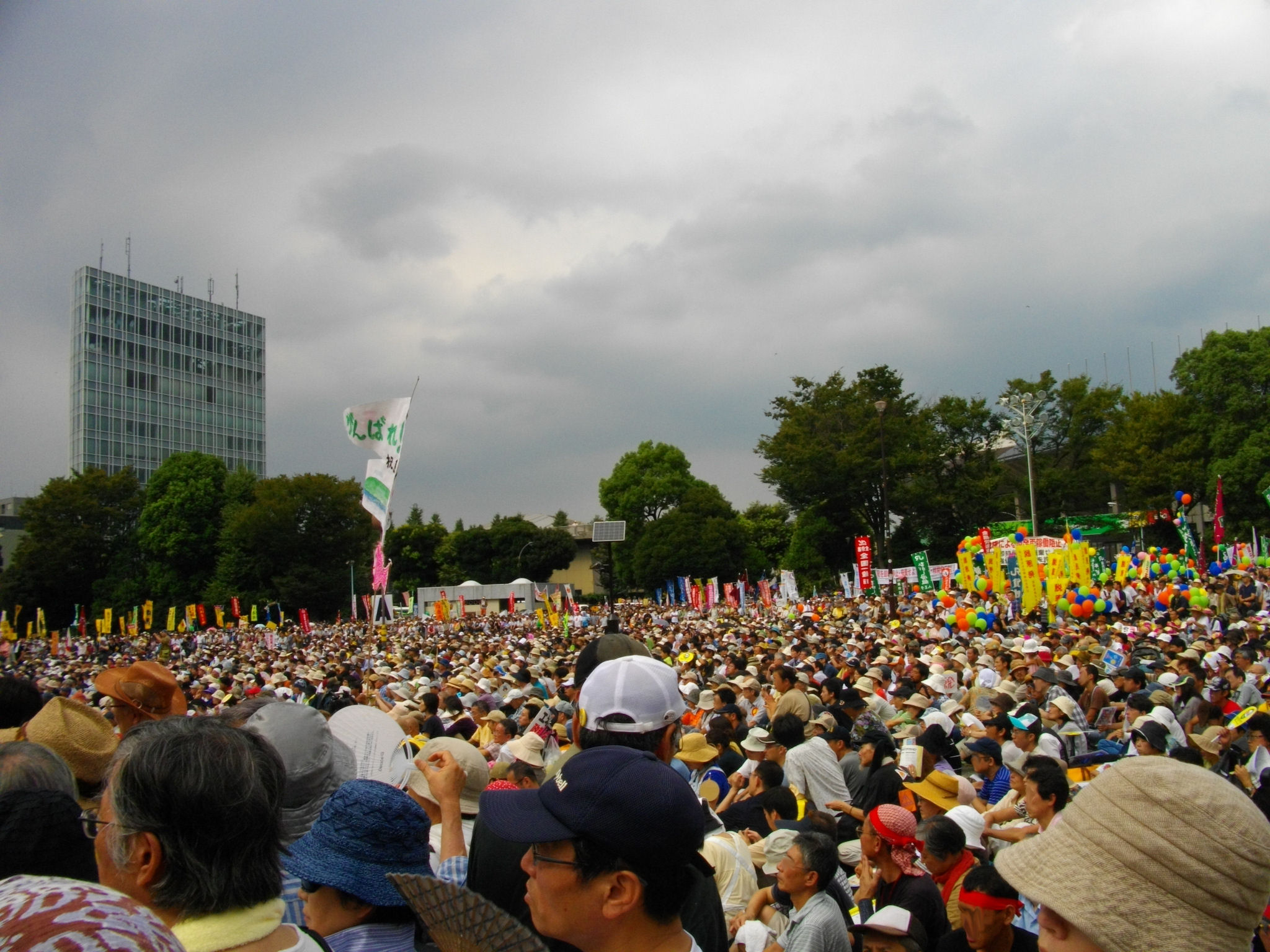
2011年9月19日、福島第一原発事故に抗議し、明治神宮外苑で行われた反原発集会。反核運動

抗議（こうぎ、英語: protest）とは、自身や第三者の権利に対して作為もしくは不作為による侵害をなす者、あるいは義務を怠るとされる者に対して異議を申し立てることである。
適切な範囲で行うなら当然の権利（場合によっては義務）とされるが、自救行為として限度を超えた行為を行うならば、逆に脅迫・強要・業務妨害といった不法行為とされる。法に則った抗議・合法な自救行為としての抗議・不法な自救行為としての抗議の具体的な境界を一般論で述べることは難しく、多くの場合は事例ごとの判例を参考にする他ない。

## スポーツ

### 野球
野球では審判の規則適用に疑義がある場合、監督は正しい裁定への訂正を求めることができる（公認野球規則9・02(b)）。例えば、捕手が盗塁した走者を刺そうとして打者が妨害したときに審判が規則適用を誤って走者をアウトにした場合、監督は打者アウトにするよう訂正を求めることができる。そのため、投球がストライクゾーンを通過したか否か、あるいは触球と触塁のどちらが早かったかといった事実関係についての審判の裁定に異議を唱えることはできない（公認野球規則9・02(a)）。これに違反すると警告の後に退場処分が下される。また、コーチ（監督代行除く）や選手（兼任監督が選手として出場中の場合も含む）が抗議を行うことは許されない。ただし、球審に対し、ハーフスイングが成立しているか否かについて塁審の判断を求めさせる要求は、捕手および監督が行うことができる。
なお、アピールプレイは審判に対する異議ではなく、審判が裁定を行うためにアピールを受ける必要があるケースである。アピールはグラウンド内の守備側選手によって行われるのが基本である。

#### 個別のルール・慣行
高校野球では高校野球特別規則により「審判委員に対して規則適用上の疑義を申し出る場合は、主将、伝令または当該選手に限る」と定められている。したがって、監督が審判に対して直接抗議をすることは認められない。
一方、プロ野球ではルール上明確に禁止されている事実関係に関する判定への異議を行うことが黙認されている。抗議を受けて審判団が協議をした結果、判定が覆ることも稀にある。なお、特定のプレイに限っては、MLBでは2008年、NPBでは2010年よりビデオ判定による判定変更が制度化された（野球のビデオ判定 参照）。昭和時代の日本では延々一時間以上の抗議が行われたこともあったが、2012年現在では、5分間以上にわたって抗議を続けると遅延行為として退場処分を受ける。また、抗議の際に審判員に対して暴言を吐いたり暴行を加えたり、侮辱行為をした場合も同様である。

### テニス
2005年のルール改正により、選手はライン際のイン、アウトの微妙な判定に対しビデオ判定を要求することが認められた。

### アメリカンフットボール
アメリカンフットボールのプロリーグであるNFLでは審判の判定に疑義がある場合、一定の条件の下でヘッドコーチ（監督）がビデオ判定を求めることができる。

## 公的機関
- 司法積極主義 - 裁判所による異議申し立て。
- 議事妨害 - 議会の少数派による抗議手段のひとつ。

## 組織内
君主や上司に対する、臣下や部下からの抗議は「諫言」とも呼ばれ、組織の健全性のために重要なものと考えられている。

## 抗議の態様
様々な抗議の態様がある。ここでは、その一部を挙げる。

### 電話
電話をかけて抗議する。抗議電話と呼ばれる場合がある。→電凸

### 文書
文書で抗議する場合、その文書が抗議文と呼ばれる場合がある。

### 集会
団体等を組織し、抗議することを目的として行われる集会で、抗議集会と呼ばれることがある。また、それに付随してデモ行進が行われる場合もある。